# Maria-Magdalenen-Kirche (Wildemann)

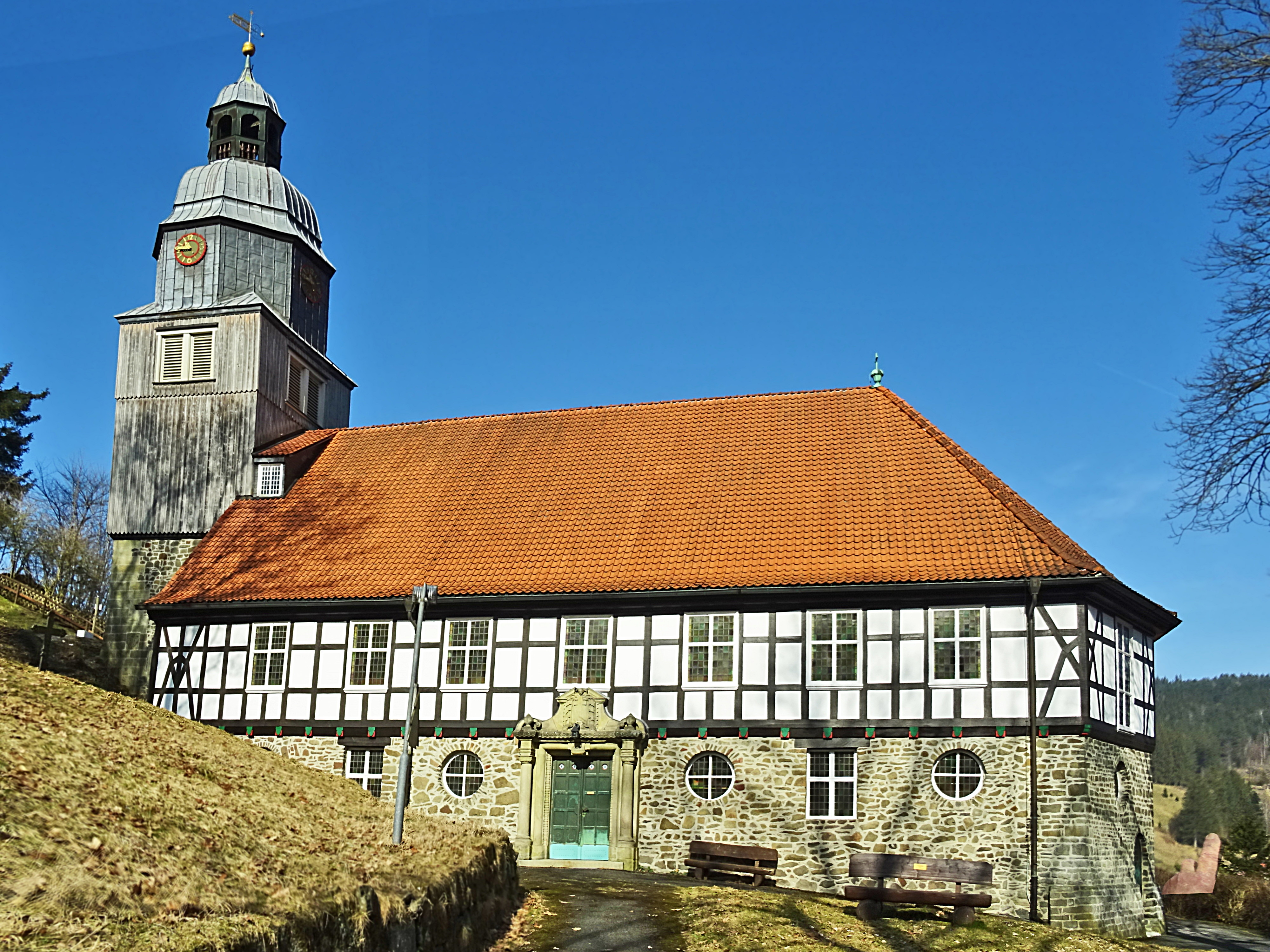
Maria-Magdalenen-Kirche

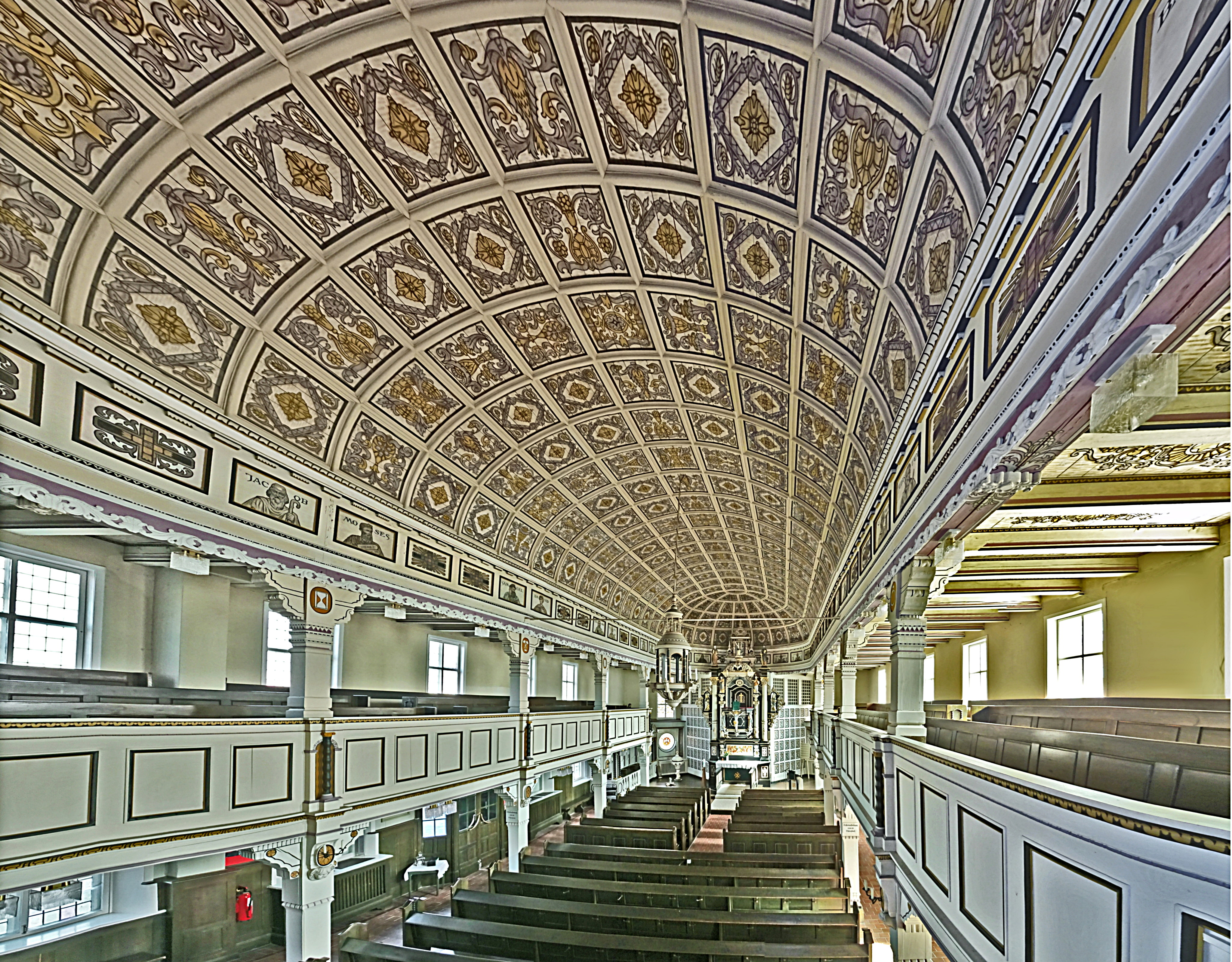
Innenansicht

Die Maria-Magdalenen-Kirche ist eine evangelisch-lutherische Kirche in Wildemann, einer Ortschaft der Stadt Clausthal-Zellerfeld im Landkreis Goslar. Das Gebäude steht unter Denkmalschutz und gehört zum Kirchenkreis Harzer Land der Evangelisch-lutherischen Landeskirche Hannovers.

## Geschichte
Erste evangelische Gottesdienste in Wildemann wurden ab 1538 gehalten. Unter dem römisch-katholisch gesinnten Herzog Heinrich wurde der Pastor 1541 vertrieben und die Gottesdienste wurden nur noch sporadisch von einem Pastor aus Kirchberg gehalten. 1541 entstand unter der Leitung des Richters Veit Bauer auf einem Bergsporn über dem Ort die erste Kirche, die am 22. Juli 1543 bezogen wurde. 1548 wurde ein eigener Pastor eingestellt.
Im Verlauf des Dreißigjährigen Krieges wurde die Kirche durch tillysche Truppen zerstört und zunächst nicht wieder aufgebaut, obwohl am Ort verschiedene Pastoren tätig waren. Erst 1665 wurde eine neue Kirche fertiggestellt und dann auch ein Pfarrhaus am Hasenberg gekauft. Ein neues Pfarrhaus entstand um 1780 am Gallenberg.
Nach einer Renovierung der Kirche 1821 erhielt sie 1826 eine neue Orgel vom Orgelbauer Lindrun aus Goslar. Seit 1828 verfügte die Gemeinde über ihr aktuelles Gemeindehaus im Innerstetal. Da die Bauarbeiten von 1821 aufgrund von Geldmangel nicht fertig gestellt werden konnten, bat man König Ernst August 1838 anlässlich seines Besuches in Wildemann um eine Spende, die er auch gewährte. Somit konnte der Ostgiebel der Kirche renoviert werden.
Am 1. März 1914 brannte die Kirche bis auf die Grundmauern nieder. Durch Spendengelder war es möglich, sie innerhalb eines Jahres nach Vorbild des Vorgängerbaus unter der Leitung des Architekten Alfred Sasse im Fachwerkstil neu zu errichten; sie wurde am 15. August 1915 eingeweiht. Das Gotteshaus hat einen Kirchturm, der im unteren Teil aus Bruchstein und im Bereich der Glockenstube mit Holz verkleidet ist. Darauf aufbauend kommt die Uhrstube mit anschließender Turmspitze, die als Welsche Haube mit kleiner offenen Laterne aus Blei gefertigt ist.
2015 erhielt die Kirchengemeinde zwei neue Läuteglocken.

## Innenraum
Der Innenraum des Gebäudes ist barock gehalten und verfügt über eine tonnenverwölbte Kassettendecke sowie eine dreiseitige Empore und im Chorbereich einen Kanzelaltar. Bemerkenswert sind auch die Fenster des Gebäudes. In der Grundmauer befinden sich kreisrunde Fensterscheiben und im Fachwerk sind Sprossenfenster eingelassen, welche mit Glasmalereien versehen sind und biblische Motive zeigen.

## Ausstattung
Für damalige Honoratien des Ortes (Senat, Bürgermeister, Bergrat) sind im Altarraum Priechen installiert. Die Decke des Gebäudes ist mit zahlreichen Heiligenbildern und Bergbaumotiven verziert.

### Kanzelaltar

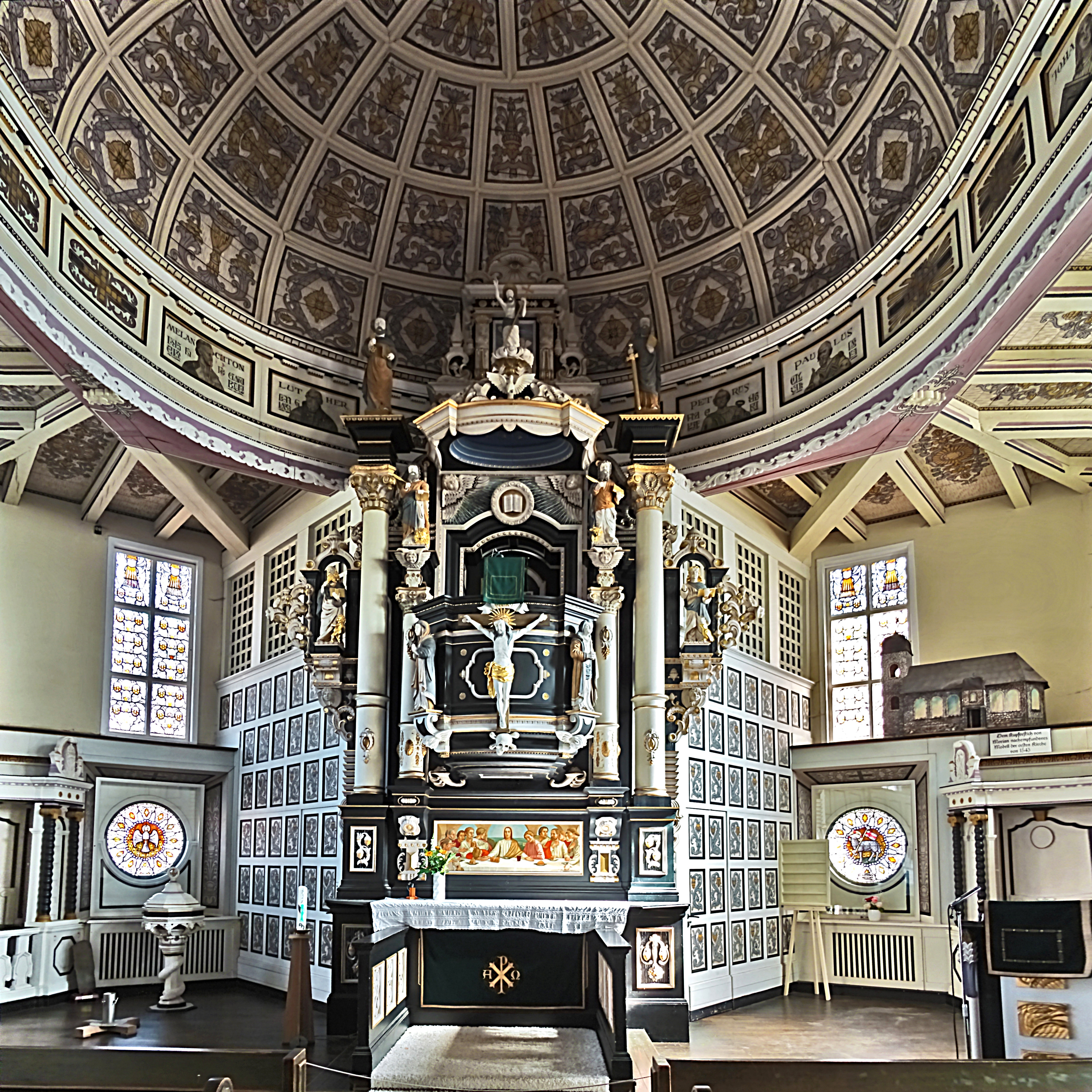
Altarbereich

Der 1915 vom Künstler Korleis aus Buxtehude errichtete und reich verzierte Kanzelaltar stellt eine Nachbildung des Altars der durch den Brand zerstörten Vorgängerkirche dar. Der Kanzelkorb wird von zwei größeren korinthischen Säulen flankiert, auf denen Figuren der Evangelisten Markus und Lukas, sowie an Podesten die Evangelisten Johannes und Matthäus stehen. Der Kanzelkorb selbst trägt das Altarkreuz und seitlich davon am Korb die Figuren Marias und Johannes. Der Schalldeckel zeigt die Figur des auferstandenen Christus mit Gottesauge, die Predella präsentiert das Abendmahl.
Links des Altars befindet sich das 1915 vom örtlichen Tischlermeister Kopp gestiftete Taufbecken der Kirche. Es ist achtseitig gefasst und mit Engelsköpfen verziert.
Eine holzgeschnitzte Moses-Figur, stammt aus dem Jahr 1651 und überstand den Kirchenbrand von 1914.

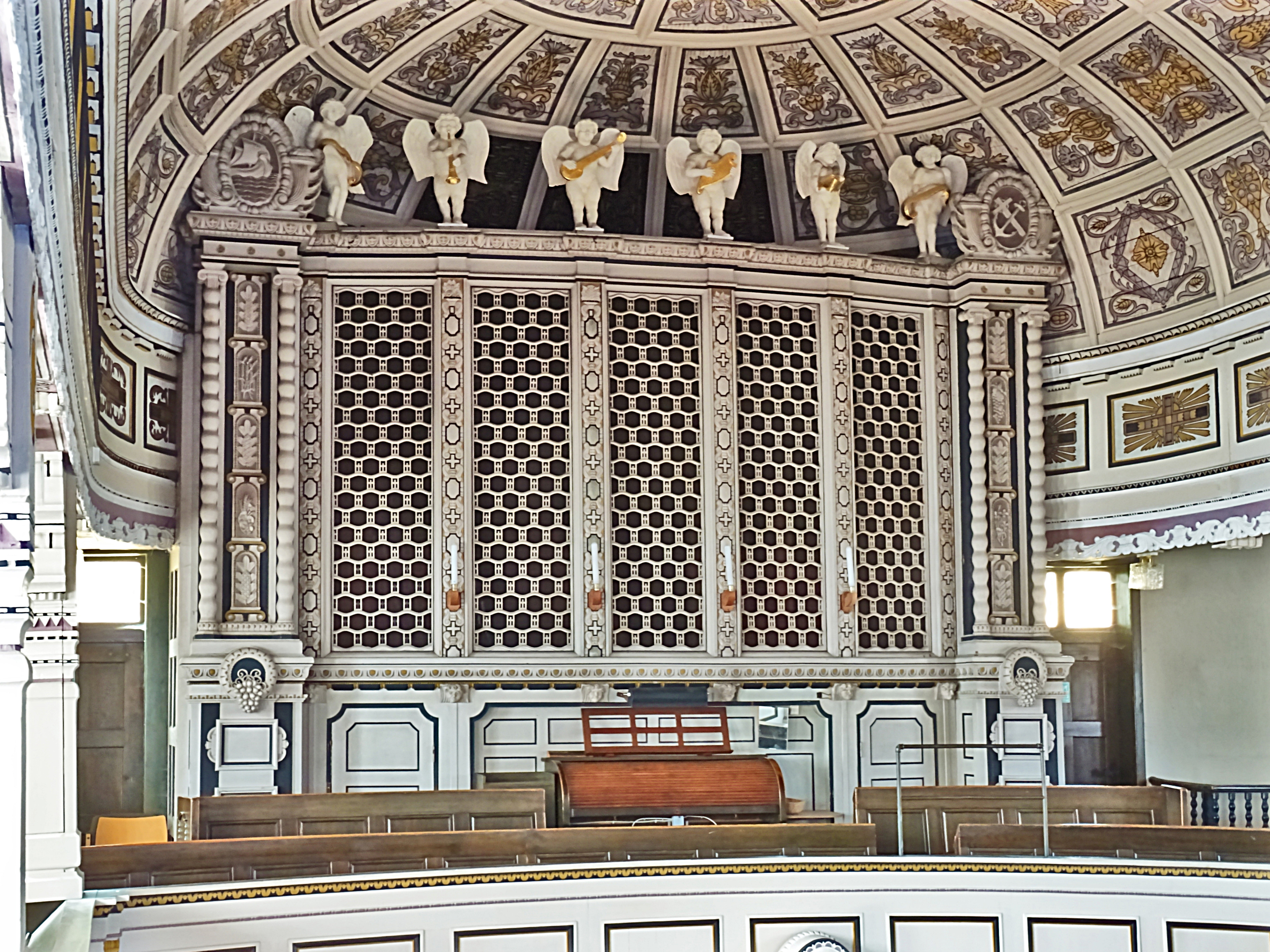
Emil-Hammer-Orgel

### Orgel
Eine erste Orgel wurde 1565 beschafft. Erste Reparaturmaßnahmen wurden im Zeitraum von 1672 bis 1674 ausgeführt. 1697 kam es zu einer grundlegenden Sanierung des Instruments durch den Wildemanner Carl Junk. 1822 kam es zum Abriss der Orgel und 1826 zu einem Neubau, wobei man Teile der alten Orgel wiederverwendete.
Bei dem Brand der Kirche 1914 wurde auch die Orgel zerstört, jedoch konnte im Neubau 1915 eine Orgel von Emil Hammer aus Hannover hinter eine Holzgitterwand gebaut werden, welche  mit musizierenden Putten versehen ist. Eigentlich war das Instrument für eine Kirche bei Rom gedacht, konnte aber aufgrund der Wirren des Ersten Weltkrieges nicht dorthin geliefert werden. Das Instrument verfügt über 17 Manuale, aufgeteilt auf zwei Trakturen. 1956 und 1975 kam es zu Instandsetzungsarbeiten und Veränderungen der Disposition, ausgeführt durch die Firma Emil Hammers.